# Gaspard Fritz

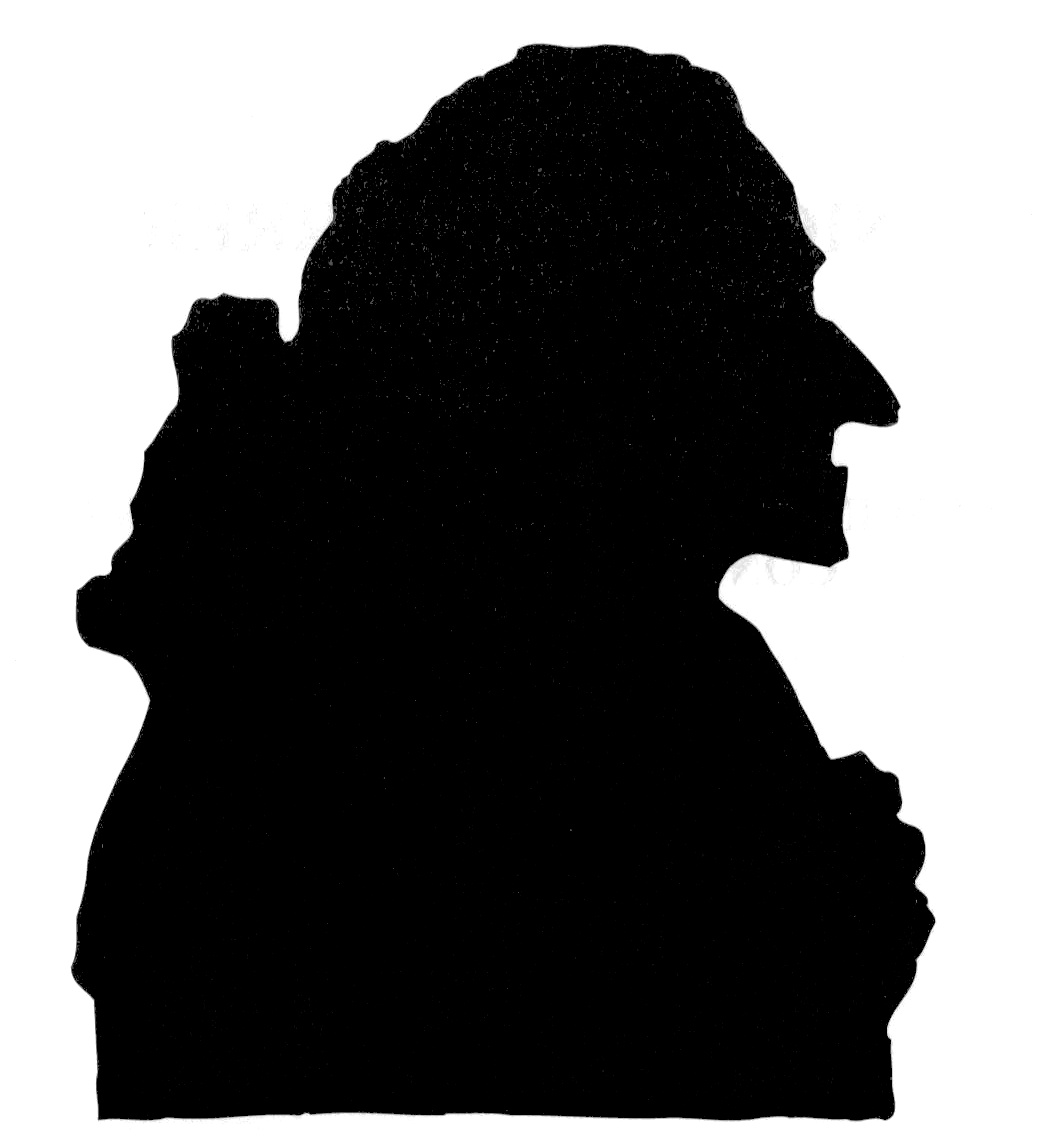
Gaspard Fritz

Gaspard Fritz, auch Kaspar Fritz und Kaspar Friz, (* 18. Februar 1716 in Genf; † 23. März 1783 ebenda) war ein Genfer Violinist und Komponist.

## Leben
Gaspard Fritz war Sohn des aus Celle stammenden Geigenlehrers Philippe Fritz und der Jeanne Guibordanche. Er heiratete 1737 Charlotte Foix, Tochter des Jacob Foix. Fritz studierte bei Giovanni Battista Somis, dem Sologeiger der Hofkapelle in Turin. Von spätestens 1737 bis zu seinem Tod wirkte Fritz als Violinist und Musikpädagoge in Genf. 1756 unternahm er eine Reise nach Paris, wo er am 1. und 9. März sowie am 18. April mit zwei eigenen Sonaten und einem Violinkonzert bei den Concert Spirituel auftrat. Dank durchreisender englischer Aristokratensöhnen wurde er insbesondere in England geschätzt. Fritz spielte 1759 vor Voltaire und 1770 vor dem Musikhistoriker Charles Burney, der die Bogenführung von Fritz rühmte.
Fritz komponierte hauptsächlich viersätzige Sonaten für Solovioline, beziehungsweise für zwei Streichinstrumente und Generalbass im spätbarocken italienischen Stil. Später wandte sich Fritz der Sinfonie zu; in seinen Sinfonien zeigte er sich als ein früher Vertreter des galanten Stils, in den schnellen Sätzen kommen 2 Hörner und 2 Flöten hinzu. Diese Werke zeigen Parallelen zur Mannheimer Schule.

## Werke (Auswahl)
- Concerto a 5, Violino pricipale, 2 Violini, Viola, Basso (um 1740)
- Op. 1: Sei Sonate a quatro Stromenti (Walsh, London, 1742; Le Clerc / Boivin, Paris)
- Op. 2: VI Sonate a Violino o Flauto traversière solo col Basso
- Op. 3: Sei Sonate a Violino solo e Basso (Le Clerc / Boivin, Paris, um 1755)
- Op. 4: Sei Sonate a due Violini e Basso
- Op. 6: Sei Sinfonie a piu Strumenti (um 1770)
- 1 Concerto für Cembalo (verschollen), erwähnt im Feuille d'Avis de Genève 1774

## Diskografie
- Swiss Composers II. Sibylle Tschopp (Violine), Mirjam Tschopp (Violine), Isabel Tschopp (Klavier). Erschienen bei Schweiz Radio International / Musica Helvetica, MH CD 90.
- 6 Sonaten für Flöte und Basso Continuo op. 2, Anna-Katharina Graf, (Flöte), Susanne Baltensperber, (Cembalo), (Jecklin + Co. AG, Zürich, 1992).
- Flötensonaten Op.2 Nr.1-6, Claire Genewein (Flöte), Nicoleta Paraschivescu (Cembalo), Maya Amrein (Cello), (Guild, 2008).
- Symphonien op.1 Nr.5 & 6; Op.6 Nr. 3,5,6, La Stagione Frankfurt, Michael Schneider (CPO, 2011).
- Violin Sonatas (1756), Plamena Nikitassova (Violine), Maya Amrein (Violoncello), Jörg-Andreas Bötticher (Cembalo), (panclassics 2014).